# Krasne, Berezanka
Krasne (în ucraineană Красне) este o comună în raionul Berezanka, regiunea Mîkolaiiv, Ucraina, formată numai din satul de reședință.

## Demografie
Componența lingvistică a comunei Krasne
     Ucraineană (95,24%)
     Rusă (4,51%)
     Alte limbi (0,16%)
Conform recensământului din 2001, majoritatea populației comunei Krasne era vorbitoare de ucraineană (95,24%), existând în minoritate și vorbitori de rusă (4,51%).